# Carex gynocrates
Carex gynocrates là một loài thực vật có hoa trong họ Cói. Loài này được Wormsk. mô tả khoa học đầu tiên năm 1841.

## Hình ảnh

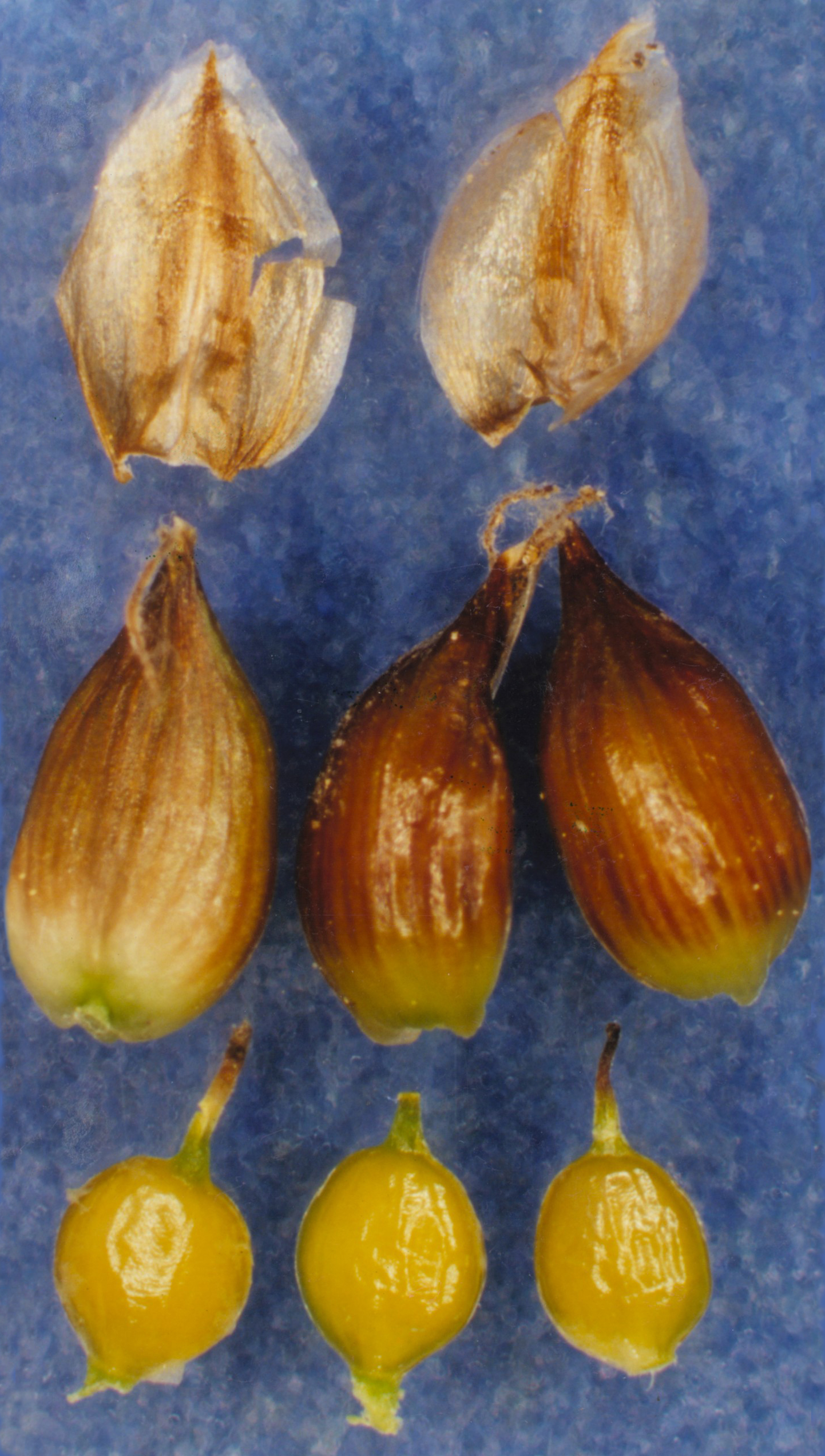